# Альфредо Кантхек
Альфредо Кантхек (нар. 4 березня 1863 , Баїя  — пом. 24 січня 1898 , Кембридж ) — мікробіолог і патологоанатом Бразильського походження, який працював у Англії. Видатна кар'єра Кантхека перервалася через його передчасну смерть у віці 35 років.

## Раннє життя
Альфредо Антунес Кантхек народився 4 березня 1863 року в Баїї, Бразилія. Він — другий син Еміліо Кантхека, і прожив у Бразилії до шести років, поки справа його батька змусила сім'ю переїхати спочатку до Німеччини у 1869 році, а потім до Ліверпуля у 1881 році . Згодом його батько повернувся до Бразилії в якості англійського консула в Пару в 1886 році.

## Освіта
У 1871—1881 рр. він відвідував школу в Німеччині, спочатку в Гамбурзі, а потім у Вандсбеку, Люнебурзі та Гутерсло .
Після переїзду до Англії в 1881 році, у віці 18 років, він навчався у Ліверпульському коледжі протягом декількох місяців, а потім в 1882 році став студентом Ліверпульському університеті, де його академічна обдарованість стала явною, після складання іспитів зрілості з відзнакою для Лондонського університету .
У 1887 році він прибув до лікарні Св. Варфоломія у Лондоні, щоб вивчати медицину і був нагороджений Золотою медаллю в акушерстві.
У 1889 році він продовжив навчання у Берліні під патронатом Вільгельма Краузе та клітинного патолога Рудольф Вірхова та новатора, мікробіолога та засновника сучасної бактеріології Роберт Коха, який отримав Нобелівську премію в 1905 р. [Архівовано 22 червня 2018 у Wayback Machine.] за свої інноваційні дослідження, як стосуються туберкульозу . Його навчання в Німеччині продемонструвало точність його спостережень та оригінальні думки в галузі досліджень.

## Кар'єра
Повернувшись з Берліна в 1890 році, він працював Головним Акушером у лікарні св. Варфоломія

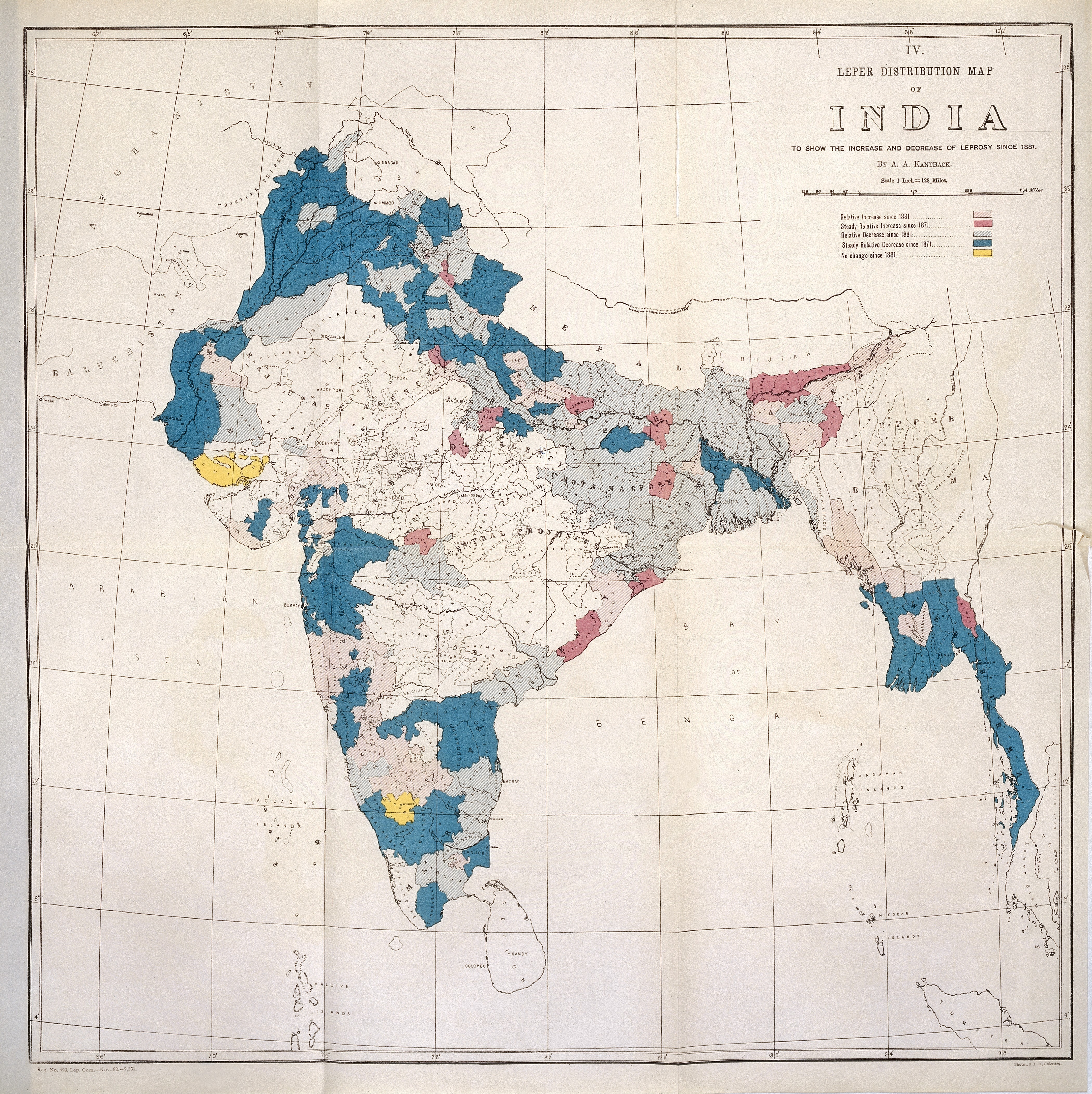
Карта Альфредо Кантхака, що показує збільшення та зменшення поширення прокази в Індії з 1881 року.

Обіймаючи цю посаду, він був призначений Королівським коледжем хірургів, Королівським медичним коледжем та Виконавчим комітетом Національного фонду прокази одним із спеціальних уповноважених з питань поширення та лікування прокази в Індії. Серед його висновків було те, що пряме зараження було найменш впливовим фактором, що спричиняє розповсюдження проказу, і що обов'язкова сегрегація прокажених не є доцільною.
Повернувшись з Індії в 1891 році, він закінчик Кембридж в якості привілейованого студента коледжу Святого Джона . У той же час він отримав "Студентська премія Джона Лукаса Уокера в галузі патології [Архівовано 3 квітня 2015 у Wayback Machine.], стипендію, яку отримують для оригінальних досліджень в галузі патології, в рамках чого він вивчав імунітет.
У 1892 році він покинув Кембридж і почав лікарську практику у Ліверпулі. Він був призначений медичним викладачем і секретарем Ліверпульського Королівського стаціонару, де він створив бактеріологічну лабораторію , став Старшим Лаборантом з бактеріології на спеціально створеній для нього посаді, а також медичним викладачем в університетському коледжі, Ліверпуль.

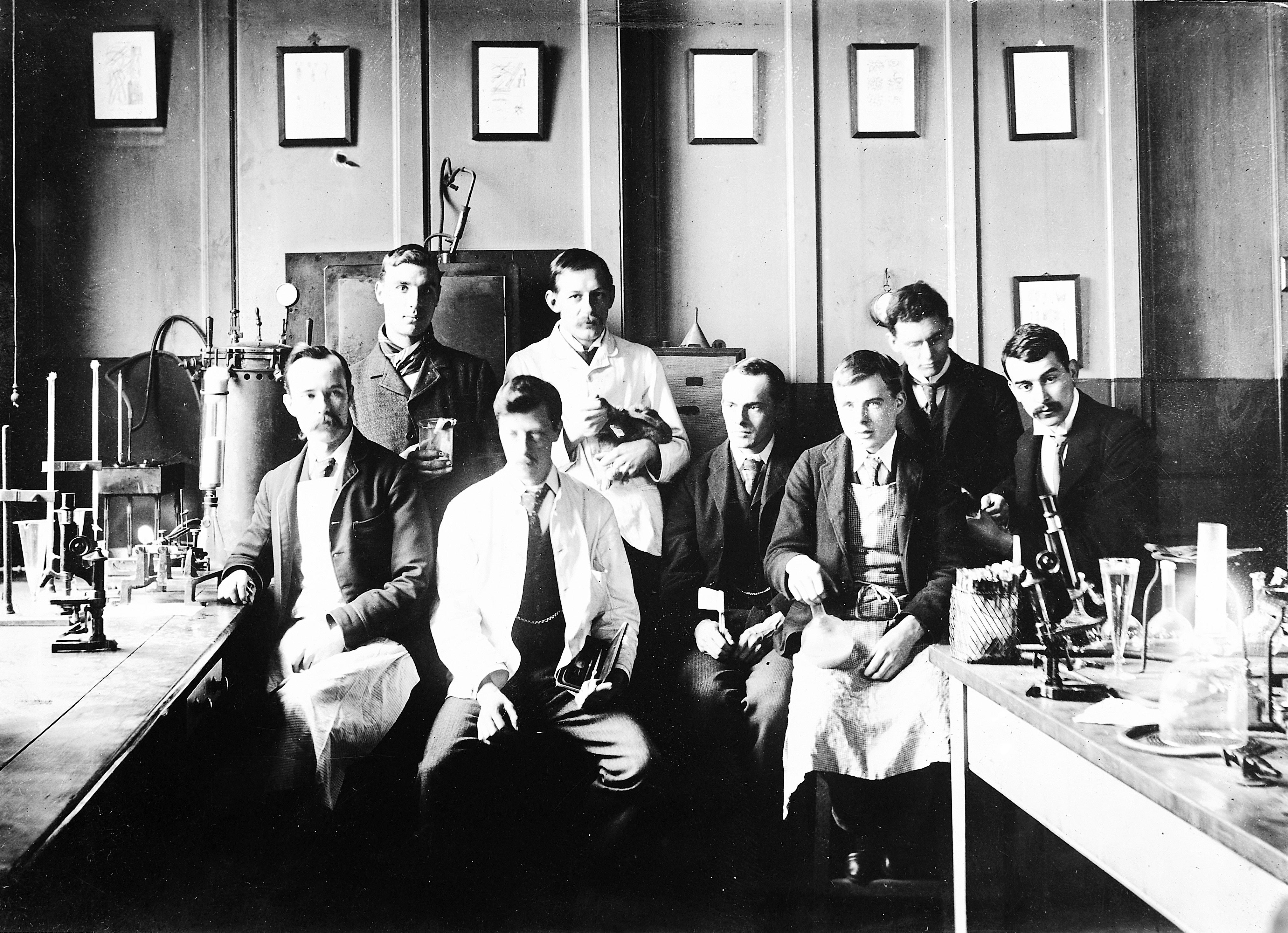
Лікарня святого Варфоломія, 1896 рік. Кантхек стоїть у білому пальто.

У 1893 році Він повернувся до лікарні святого Варфоломія на посаду директора патологічного відділення в медичній школі та лікарні, викладача патології та бактеріології та куратора музею.
У 1894 році він страждав від важких приступів черевного тифу, але, незважаючи на це, отримав престижну Джексоніанську премію Королівського колледжу хірургів у 1895 році за свій нарис «Етіологія правця та цінність лікування сироваткою».
У 1896 році він обіймав посаду заступника професора Чарльза Роя, який був призначений на нову кафедру патології в Кембриджі але не зміг зайняти цю посаду через проблеми зі здоров'ям. Це вимагало від Кантхека подорожі до і з лікарні св. Варфоломія та до університету. Навесні 1897 року він переїхав до Кембриджу, де йому було присвоєно почесний ступінь Магістра та обрано членом Королівського колледжу . Восени він змінив Роя на посаді професора патології у віці 34 років.
Восени 1898 р. Був опублікований звіт про його дослідження мухи цеце, проведені ним спільно з Гербертом Дарем та Вальтером Бландфордом [Архівовано 2 квітня 2015 у Wayback Machine.] . Цей звіт очистив ґрунт для подальшого дослідження того, що тоді було відоме як хвороба мухомор, хоча ще не було розповсюджено жодного методу профілактики чи лікування Його остання робота спільно з доктором Сіднеєм Сладен повідомляла про туберкульозне молоко.
Незадовго до смерті він порекомендував одного зі своїх багатообіцяючих студентів Вальтера Майєра для отримання стипендії Джона Лукаса Уокера.
Кантхеку приписують використання формаліну як гістологічного фіксатора.

## Смерть
Помер від раку 21 грудня 1898 року у віці 35 років. Після похорону в капелі Королівського коледжу його поховали на кладовищі Хістон-Роуд, Кембридж.
Після смерті його дружина пожертвувала кошти на його пам'ять для створення бібліотеки у відділенні патології, яка досі носить його ім'я а бронзова меморіальна дошка була розміщена біля входу на вулиці Теніс-Корт.
Після його смерті було зібрано суму грошей на створення меморіальної бібліотеки Кантхека в Патологічному інституті лікарні святого Варфоломія.
Медаль Кантхека надається у Ліверпулі з 1900 року за дсягнення у сферах експериментальної патології та мікробіології, що відображає важливість його роботи.